# أولريتش دربر
Ulrich Drepper هو مطور يعمل حاليًا لدى Goldman Sachs  بعد العمل لدى Red Hat وCygnus Solutions . وهو المساهم الرئيسي والمشرف على مكتبة GNU Project C القياسية ، glibc . كان أيضا واحدا من قادة 86open .
وهو مؤلف العديد من المقالات التي تعمل كمراجع للبرمجة، بما في ذلك البرمجة التي تحقق أقصى استفادة من المواد الأساسية.
بنفس الطريقة مثل ثيو دي رادات ولينوس تورفالدس (مؤسسي OpenBSD وLinux على التوالي ) ، هو معروف في مجتمع البرمجيات الحرة لأسلوبه المتضارب. ومن بين ضحايا انتقاداته الكاشفة ريتشارد ستولمن  ومشروع قاعدة لينكس القياسية. من المعروف أن Drepper قد رفضت دمج أدوات التتبع glibc ، مثل PTT لمكتبة مؤشر الترابط NPTL والدالات strlcpy و strlcat ، وقبول تصحيحات glibc لبنية ARM . وبالتالي، فإن اسم Drepper هو السبب الرئيسي للتحول من glibc إلى eglibc لمشروع Debian.

## روابط خارجية
- Blog d'Ulrich Drepper
- Page personnelle d'Ulrich Drepper